# Xã Sunfish, Quận Pike, Ohio
Xã Sunfish (tiếng Anh: Sunfish Township) là một xã thuộc quận Pike, tiểu bang Ohio, Hoa Kỳ. Năm 2010, dân số của xã này là 1.307 người.